# 格雷仕女茶
格雷仕女茶（英語：Lady Grey），又稱仕女伯爵茶，是格雷伯爵茶的一种变种。和格雷伯爵茶一样，此茶飲在紅茶中加入香檸檬精油（但浓度比较低），並且另外添加檸檬和橘之果皮。泡太久的話，仕女伯爵茶可能會有苦澀味，建議適合用熱水沖泡而非煮茶。
格雷仕女茶命名自第二代格雷伯爵查爾斯·格雷的妻子瑪莉·伊麗莎白·格雷（Mary Elizabeth Grey）。
格雷仕女茶是川宁公司（Twinings）的注册商标之一。川宁公司在紅茶中加入香檸檬、柠檬、橘、矢車菊等香料；其他製造商的格雷仕女茶配方則可能添加薰衣草或苦橙。
格雷仕女茶由川宁公司在上世纪90年代首次调制而成，銷售目標為北歐市場，原因是北欧的部分消费者不喜欢格雷伯爵茶的辛辣味。1994年，格雷仕女茶首次在挪威上市，1996年在英国上市。